# Codakia pectinella
Codakia pectinella är en musselart som först beskrevs av C. B. Adams 1852.  Codakia pectinella ingår i släktet Codakia och familjen Lucinidae. Inga underarter finns listade i Catalogue of Life.